# 黄帚橐吾
黄帚橐吾（学名：Ligularia virgaurea）为菊科橐吾属的植物。分布在不丹、尼泊尔以及中国大陆的云南、西藏等地，生长于海拔2,600米至4,700米的地区，多生在河滩、沼泽草甸、阴坡湿地及灌丛中，目前尚未由人工引种栽培。

## 别名
日候（青海藏族名）、嘎和（四川藏族名）